# Calambre
Calambre è l'album in studio di debutto della cantante argentina Nathy Peluso, pubblicato il 2 ottobre 2020 dall'etichetta discografica Sony Music.
Prodotto tra le città di Miami, Buenos Aires, Madrid e Barcellona nell'arco di due anni, il disco è stato premiato come miglior album di musica alternativa ai Latin Grammy Awards e miglior album alternative pop ai Premios Gardel nel 2021, oltre ad essere nominato ai Grammy Awards 2022 come miglior album rock latino o alternativo.

## Tracce
1. Celebré – 3:37 (Nathy Peluso, Pedro Campos)
2. Sana sana – 2:59 (Ángel López, Federico Vindver, Gino Borri, Illmind, Nathy Peluso, Rafa Arcaute)
3. Buenos Aires – 4:00 (Nathy Peluso, Pedro Campos, Rafa Arcaute)
4. Delito – 3:23 (Al Hug, Federico Vindver, Gino Borri, Nathy Peluso, Pearl Lion, Rafa Arcaute, Rvnes)
5. Sugga – 3:10 (Nathy Peluso, Pedro Campos)
6. Trío – 3:06 (Elena Rose, Federico Vindver, Gino Borri, Mosley Bros, Nathy Peluso, Rafa Arcaute)
7. Business Woman – 3:47 (Nathy Peluso, Pedro Campos)
8. Llamame – 3:41 (Nathy Peluso, Pedro Campos)
9. Amor salvaje – 3:13 (Nathy Peluso, Pedro Campos)
10. Arrorró – 1:28 (Nathy Peluso, Pedro Campos)
11. Puro veneno – 4:08 (Nathy Peluso, Pedro Campos, Rafa Arcaute)
12. Agarrate – 4:02 (Nathy Peluso, Pedro Campos, Rafa Arcaute)

Note
- Sana sana contiene interpolazioni tratte da Excellent di Princess Nokia.[6]

## Classifiche
| Classifica (2020) | Posizione massima |
| ----------------- | ----------------- |
| Spagna            | 5                 |